# Aquaslash
Aquaslash este un film de groază canadian din 2019, regizat de Renaud Gauthier, care a co-scris filmul împreună cu Philip Kalin. Îi joacă pe Nicolas Fontaine, Brittany Drisdelle, Madelline Harvey, Lanisa Dawn, Paul Zinno, Nick Walker și Chip Chuipka. Filmul este plasat într-un parc acvatic, unde un criminal vizează un grup de absolvenți de liceu care concurează pentru un premiu în bani pentru cea mai rapidă echipă care să alunece pe toboganul acvatic al parcului.

## Distribuție
- Nicolas Fontaine ca Josh
- Brittany Drisdelle ca Priscilla
- Nick Walker ca Paul
- Madelline Harvey ca Alice
- Paul Zinno ca Tommy
- Chip Chuipka ca Conrad
- HoJo Rose ca Michael Randall
- Ryan Ali ca Slim
- Cameron Geller ca Chad
- Lanisa Dawn ca Kimberley
- Ivan D. Ossa ca Big Phil
- Samantha Hodhod ca Cindy
- Jeremy Lavigne ca Brad
- Suzanna Lenir ca doamna Danforth
- Owen Bruemmer ca Jimmy
- Xavier Sotelo ca Avocat